# Curral das Freiras
Curral das Freiras je obec v okresu Câmara de Lobos na portugalském ostrově Madeira. Roku 2001 zde žilo 1673 obyvatel.
Obec leží v hlubokém údolí, připomínajícím kráter, obklopena vysokými horami. S výjimkou severní strany jsou hory zalesněné. Obydlené dno údolí není rovinné – domy i pole jsou na terasách. Nejnižší místo je 300 m nad mořem, nejvyšší 640 m nad mořem. 
Téměř letecký pohled na obec je z vyhlídky Eira do Serrado (1006 m nad mořem). Od počátku 21. století je obec, ležící asi 20 km severně od Funchalu, spojena se světem několikakilometrovým tunelem. Příjezd do ní je možný i po silnici vedené ve stěnách údolí, která je však pro běžný provoz dnes[kdy?] již uzavřena.

## Název a historie údolí
Údolí se původně nazývalo jen Curral, nebo Curral da Serra, což v portugalštině znamená salaš, nebo ohradu pro dobytek v horách. V místě se pásl dobytek. Až po roce 1492 začínají někteří autoři používat název Curral das Freiras (= salaš jeptišek). Údolí bylo od roku 1462 ve vlastnictví ženského kláštera Santa Clara z Funchalu. Jeptišky se sem ukryly před francouzskými piráty při jejich nájezdu na Funchal až roku 1566. V anglických turistických příručkách se údolí nazývá Nuns Valley, tedy Údolí jeptišek. 
Pro svoji nepřístupnost zde v počátcích osídlování Madeiry přebývali jen poustevníci a úkryt zde hledali zločinci. Ještě roku 1794 zde trvale žilo jen 110 obyvatel. Roku 1790 udělila obci samostatnost svým dekretem královna Marie I. Portugalská. Do té doby obec spadala pod funchalskou farnost Santo António.

## Hospodářství

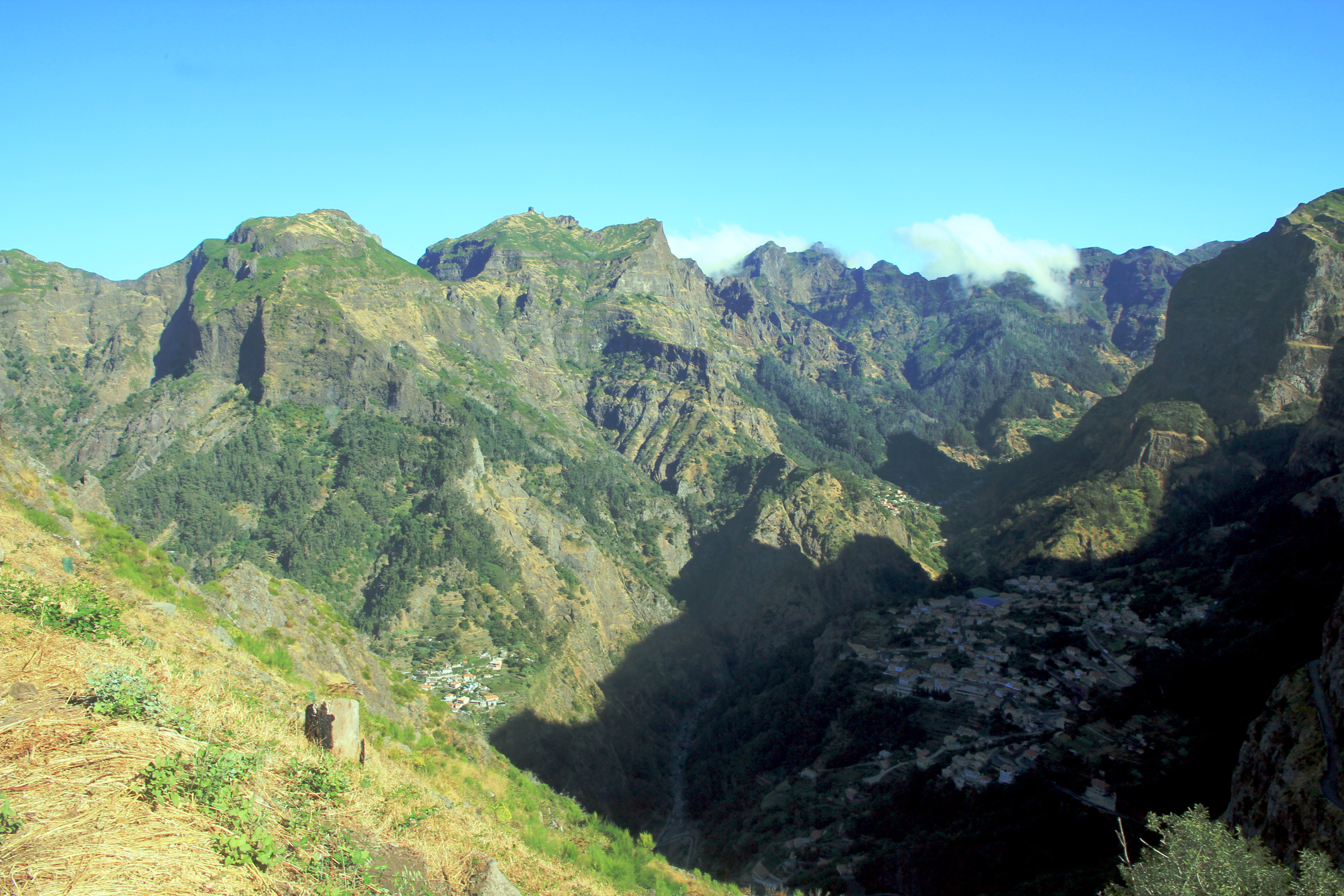
Pohled do údolí z vyhlídky Eira do Serrado. Po celý den je část údolí ve stínu okolních vysokých hor.

Obyvatelé se téměř výhradně živí zemědělstvím. Údolí je střediskem pěstování ořechů a jedlých kaštanů na Madeiře. Plody se zde i zpracovávají. V místních restauracích je pravidlem podávat hostům jako aperitiv kaštanový likér a nabízet zákusky s ořechy a kaštany. Každoročně 1. listopadu se zde konají slavnosti kaštanů. Pěstují se zde i třešně a vinná réva (odrůdy pro výrobu madeirského vína).

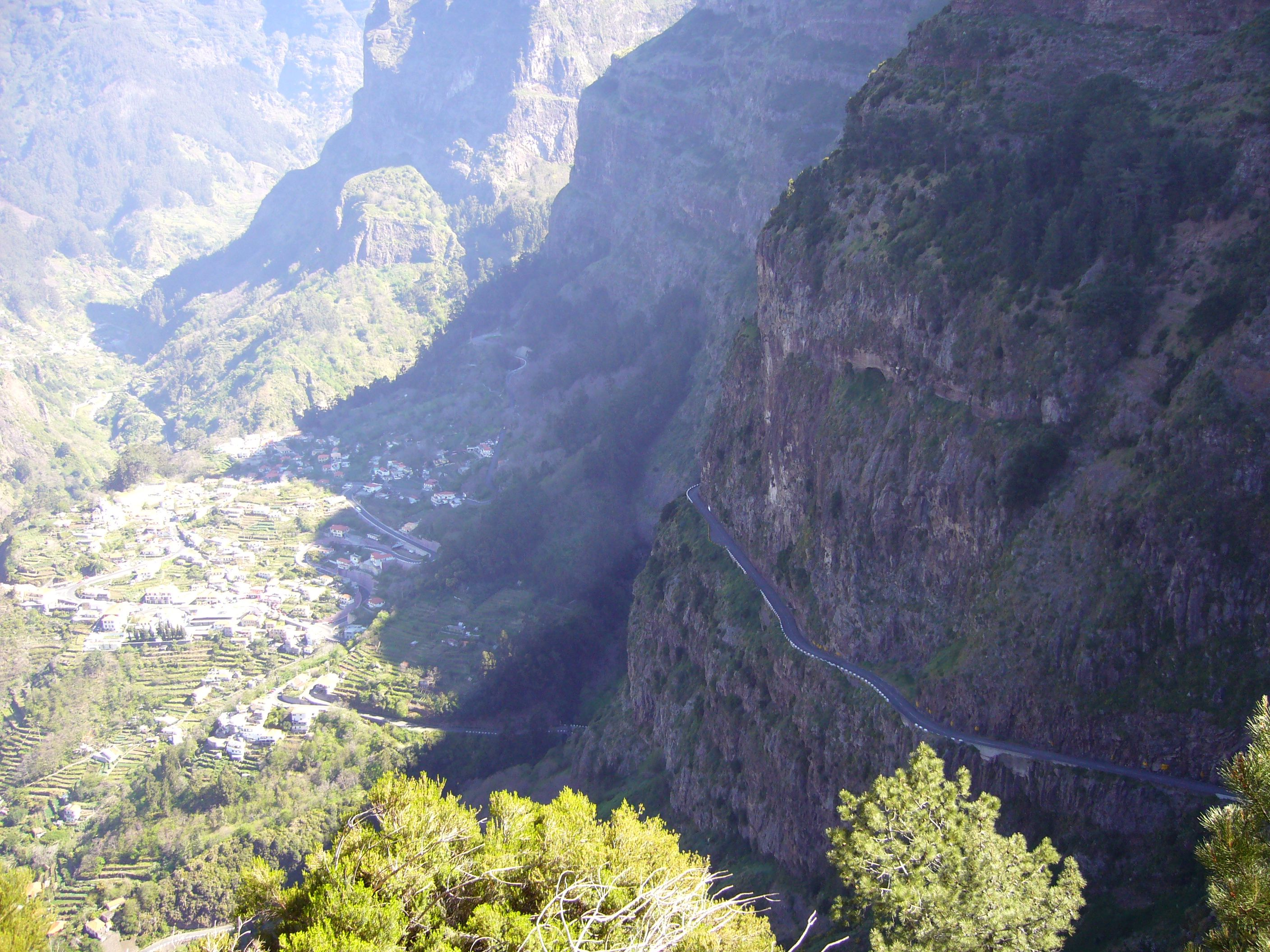
Původní přístupová silnice ve skalní stěně.

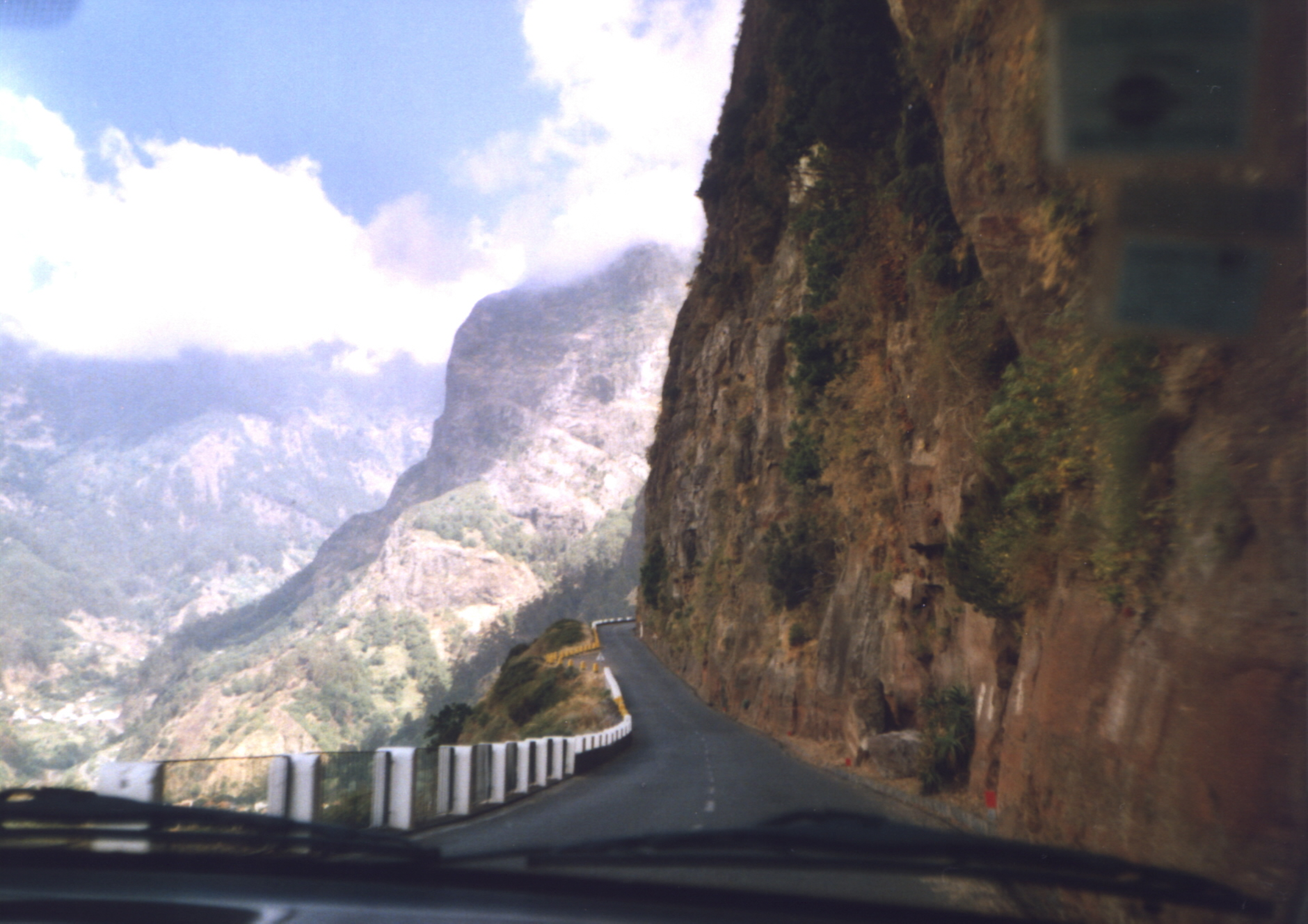
Na původní přístupové silnici do Údolí jeptišek.